# Gilberto de Anda
Gilberto de Anda (n. 17 de febrero de 1955) es un actor, escritor, director y productor de cine y televisión mexicano , Licenciado en Ciencias de la Comunicación, hermano del también actor Rodolfo de Anda que ha actuado en más de 100 películas mexicanas desde 1965 y cuya aparición en el medio televisivo ocurrió por primera vez en la serie Hora Marcada (1988) donde escribió y dirigió 2 episodios para Carmen Armendariz. Años después regresa al medio como actor en la telenovela Mi destino eres tú, seguida de El manantial (2001). Cuatro años después, se integró al reparto de Alborada (2005), bajo la mano de la productora ejecutiva Carla Estrada. En 2006 grabó la telenovela Duelo de pasiones, producción de Juan Osorio. 
En 2007, hizo un pequeño papel en unos cuantos capítulos en La fea más bella (2007). En 2008, interpretó al malvado Ricardo Uribe en Fuego en la sangre (2008), una nueva versión de Pasión de gavilanes. Al año siguiente, en 2009, se unió al elenco de Mi pecado. Actuó en infinidad de programas de la serie: Mujer, casos de la vida real. Y cada participación suya en TV ha sido considerada "magistral" por la crítica especializada. En 2013 en su regreso a la televisión, interpretó al malvado Nereo en La tempestad (2013). En 2015 interpretó al cínico Claudio Uckerman en la telenovela "Amor de barrio". En 2016 actuó como invitado especial dentro de la telenovela Yago. Más tarde interpretó al siniestro Almirón en la teleserie "La Candidata". En 2017 participó en la bioserie de Lupita D'alessio interpretando al CEO de Discos Orfeón, así como en la serie Coleccionista interpretando a Mauricio Magdaleno. Actualmente se desempeña como presidente interino de la Sociedad Mexicana de Directores Realizadores de Obras Audiovisuales (antes Directores Cinematográficos).

## Televisión
- Por amar sin ley (2018) ... Felipe
- Coleccionista (2017) ... Mauricio Magdaleno
- Hoy voy a cambiar (2017) ... Rogelio Ansalda
- La candidata (2016-2017) ... Almirón
- Yago (2016) ... José Avilés
- Amor de barrio (2015) ... Claudio Uckerman
- La tempestad (2013) ... Nereo
- Mi pecado (2009) ... Fidel Cruz
- Fuego en la sangre (2008) ... Ricardo Uribe
- Destilando amor (2007) ... Melitón
- La fea más bella (2006-2007) ... Lic. Roca
- Duelo de pasiones (2006) ... Hugo Ríos # 2
- Alborada (2005-2006) ... Amílcares Gasca
- Amor real (2003) ... Notario Zuloaga
- El manantial (2001-2002) ... Joel Morales
- Mi destino eres tú (2000)... Abogado asesino

## Cine
- El pozo (1965) - Luisito
- Veinticuatro horas de vida (1967) - Socio
- El padrino... es mi compadre (1975)
- La dinastía de la muerte (1977)
- Tres de presidio (1978) - Luis Herrera
- Fieras en brama (1983)
- Un hombre violento (1986)
- Abriendo fuego (1985)
- Durazo, la cerdadera historia (1988) - Piloto helicóptero
- Cuatro meses de libertad (1988) - Ricardo
- Carrera contra la muerte (1990)
- El tesoro de Pilar (2000)
- Nunca digas Cuba... jamás (2001)